# Bezirk Starasól
Bezirk Starasól – dawny powiat (Bezirk) kraju koronnego Królestwo Galicji i Lodomerii, funkcjonujący w latach 1854–1867. Siedzibą starostwa było miasto Starasól (obecnie Stara Sól).

## Historia
Bezirk Starasól utworzono w ramach reformy uwłaszczeniowej z okresu Wiosny Ludów (1848–1849), która likwidowała jurysdykcję właściciela ziemskiego nad poddanymi. W Galicji, dominium – jako podstawowa jednostka administracyjna i filar systemu feudalnego straciło rację bytu. Konieczne stało się zatem wprowadzenie nowego systemu administracyjnego, którego zręby powstały w latach 1851–1855. Nowy trójstopniowy podział administracyjny objął 21 cyrkułów (niem. Kreise), 179 małych powiatów (niem. Bezirke) i ponad 6000 gmin (niem. Gemeinde).
Bezirk Starasól objął obszar o wielkości 5,2 mil², zamieszkany przez 23.589 ludzi i podzielony na 31 gmin katastralnych, w tym jedno miasto (Starasól) i trzy miasteczka (Chyrów, Felsztyn i Laszki Murowane). Wszedł w skład cyrkułu samborskiego, jako jeden z jego jedenastu powiatów.
Po nadaniu Galicji autonomii oraz powołaniu samorządu gminnego i powiatowego w 1865 zlikwidowano cyrkuły (Kreise). Dotychczasowe małe powiaty (Bezirke) w liczbie 179, utrzymały się do 1867 roku, kiedy to w następstwie kolejnej reformy administracyjnej (23 stycznia 1867) zostały zastąpione przez 74 większych powiatów. Obszar zniesionego Bezirk Starasól wszedł wtedy w skład nowych powiatów samborskiego, staromiejskiego i przemyskiego (vide podział w tabeli poniżej). 1 sierpnia 1878 częściowo zmieniono granice powiatów samborskiego i staromiejskiego. 1 stycznia 1900 nazwę powiatu staromiejskiego zmieniono na starosamborski. 1 kwietnia 1927 gminy Błożew Górna, Koniów, Towarnia i Wołcza Dolna przeniesiono z powiatu starosamborskiego do powiatu dobromilskiego; powiat starosamborski zniesiono 1 kwietnia 1932. 1 kwietnia 1928 zniesiono gminę Posada Felsztyńska (włączono do gminy Felsztyn), a 1 kwietnia 1931 gminę Posada Chyrowska (włączono do miasta Chyrów).

## Podział administracyjny (1854)
| Lp. | Gmina jednostkowa       | Powierzchnia | Ludność | Powiat w 1867 po zniesieniu |
| --- | ----------------------- | ------------ | ------- | --------------------------- |
| 1   | Starasól (M)            | 4870         | 4536    | staromiejski                |
| 2   | Felsztyn (m)            | 340          | 846     | staromiejski                |
| 3   | Posada Felsztyńska      | 1630         | 788     | staromiejski                |
| 4   | Laszki Murowane (m)     | 1810         | 796     | staromiejski                |
| 5   | Grodowice               | 1450         | 698     | staromiejski                |
| 6   | Bukowa                  | 2100         | 782     | samborski                   |
| 7   | Towarnia                | 600          | 240     | samborski                   |
| 8   | Koniów                  | 2000         | 564     | samborski                   |
| 9   | Suszyca Wielka          | 4120         | 1347    | staromiejski                |
| 10  | Bąkowice z Suszycą Małą | 1010         | 240     | staromiejski                |
| 11  | Polana ze Śliwnicą      | 1230         | 349     | staromiejski                |
| 12  | Posada Chyrowska        | 860          | 333     | staromiejski                |
| 13  | Chyrów (m)              | 810          | 1468    | staromiejski                |
| 14  | Berezów z Tarnawką      | 1710         | 398     | staromiejski                |
| 15  | Słochynie               | 1040         | 313     | staromiejski                |
| 16  | Wołcza Dolna            | 1800         | 558     | staromiejski                |
| 17  | Czaple                  | 1865         | 556     | samborski                   |
| 18  | Janów                   | 420          | 253     | samborski                   |
| 19  | Wola Rajnowa            | 510          | 309     | samborski                   |
| 20  | Humieniec z Pawłówką    | 1540         | 769     | samborski                   |
| 21  | Głęboka                 | 920          | 403     | samborski                   |
| 22  | Sąsiadowice z Uhadówką  | 3470         | 1469    | samborski                   |
| 23  | Czyszki                 | 2610         | 932     | samborski                   |
| 24  | Sanoczany               | 760          | 251     | przemyski                   |
| 25  | Błozew Górna            | 2000         | 614     | samborski                   |
| 26  | Bylice                  | 2940         | 1044    | samborski                   |
| 27  | Rogóźno                 | 1720         | 633     | samborski                   |
| 28  | Brześciany              | 1815         | 644     | samborski                   |
| 29  | Rakowa                  | 2300         | 889     | samborski                   |
| 30  | Lutowiska               | 980          | 392     | samborski                   |
| 31  | Szumina                 | 250          | 175     | staromiejski                |

Objaśnienie:
(M) = miasto; (m) = miasteczko